# Bryce Lyon
Bryce Dale Lyon (* 1920; † 2007) war ein US-amerikanischer Mittelalterhistoriker. Er war Professor an der University of Minnesota.

## Leben
Lyon wurde 1949 bei Carl Stephenson, einem Schüler von Henri Pirenne,  an der Cornell University promoviert. Seine Dissertation war über die Verwendung der Lehnseinkünfte englischer Könige im Mittelalter. 1959 wurde er Professor für Geschichte an der University of California, Berkeley, und 1965 an der Brown University, an der er 1986 emeritiert wurde. 1972 wurde er in die American Academy of Arts and Sciences gewählt.
Er befasste sich mit Geschichte von Institutionen und Verfassungs- und Rechtsgeschichte im Mittelalter, besonders in Großbritannien und mit Wirtschafts- und Finanzgeschichte der Niederlande und Belgien im Mittelalter. Außerdem befasste er sich mit Henri Pirenne, dessen Biographie er schrieb.
Zu seinen Doktoranden gehören Bernard S. Bachrach und David Mansfield Nicholas.
Seine Ehefrau Mary Lewis war auch Historikerin.

## Schriften
- From fief to indenture; the transition from feudal to non-feudal contract in Western Europe, Harvard University Press 1957
- The Middle Ages in recent historical thought: selected topics, Washington D.C. 1959
- A constitutional and legal history of medieval England, 1960, Neuauflage 1980
- mit Carl Stephenson: Mediaeval history: Europe from the second to the sixteenth century, New York: Harper and Row 1962
- The high Middle Ages, 1000–1300, New York: Free Press 1964
- mit Adriaan Verhulst: Medieval finance; a comparison of financial institutions in northwestern Europe, Brown University Press 1967
- mit Herbert Harvey Rowen, Theodore S Hamerow: A history of the western world, Chicago 1969
- The origins of the Middle Ages; Pirenne's challenge to Gibbon, New York: Norton 1972
- Henri Pirenne: a biographical and intellectual history, Gent: E. Story-Scientia 1974